# Жіноча збірна Мексики з хокею із шайбою
Жіноча збірна Мексики з хокею із шайбою — жіноча збірна з хокею із шайбою, яка представляє Мексику на міжнародних змаганнях. Опікується командою Федерація хокею Мексики.

## Виступи на чемпіонатах світу
- 2015 – 2 місце (Дивізіон ІІВ)
- 2016 – 4 місце (Дивізіон ІІВ)
- 2017 – 1 місце (Дивізіон ІІВ)
- 2018 – 6 місце (Дивізіон ІІА)
- 2019 – 4 місце (Дивізіон ІІА)
- 2022 – 5 місце (Дивізіон ІІА)
- 2023 – 3 місце (Дивізіон ІІА)
- 2024 – 3 місце (Дивізіон ІІА)
- 2025 – 6 місце (Дивізіон ІІА)